# Scream (GLAY和EXILE歌曲)
GLAY和EXILE(放浪兄弟)所合作推出的單曲。

## 簡介
- 分為『5萬張限定封面珍藏版』（未收錄Making影像）、『30萬張限定盤』(附Making DVD)、和『普通盤』3種版本。
- 發行當時只有在朝日電視台的『MUSIC STATION』演出。SHUN退團後，在TBS『EXILE魂』（2011年11月23日放映）節目中和GLAY共同演出。
- 2005年12月18日在橫濱ARENA舉辦的「EXILE LIVE TOUR 2005 “PERFECT LIVE～ASIA～”」演唱會最終場中，和GLAY一同演唱這首歌，並收錄在EXILE(放浪兄弟)的LIVE DVD『EXILE LIVE TOUR 2005 〜PERFECT LIVE "ASIA"〜』。

## 收錄曲目

### CD
1. SCREAM [4:41]

### DVD
1. SCREAM (Music Clip)
間奏部分比CD版本還要長。
2. SCREAM (Making)
收錄在30萬張限定盤的DVD。

## 收錄專輯
- EXILE / ASIA
- GLAY / LOVE IS BEAUTIFUL（專輯）
- EXILE / EXILE ENTERTAINMENT BEST（再錄）
- GLAY / THE GREAT VACATION VOL.1 〜SUPER BEST OF GLAY〜（專輯版本）